# 异域物种形成

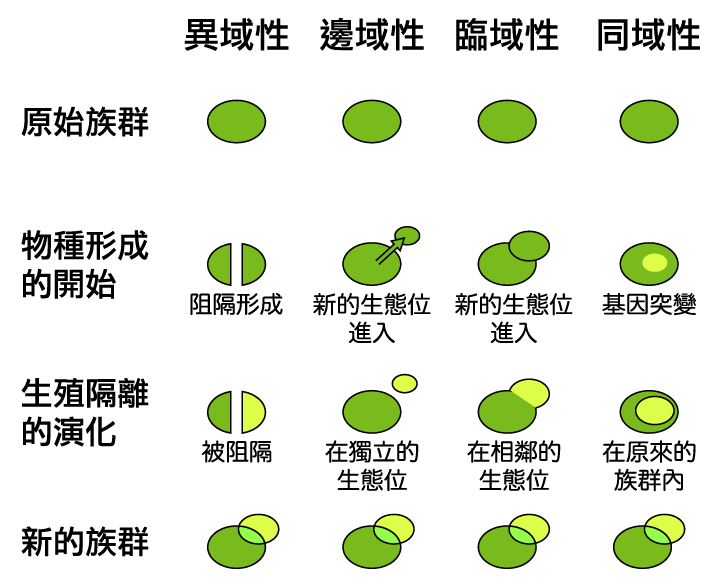
四種物種形成過程的比較圖

异域物种形成，又称异域成种、地理物种形成，是物种形成的一种机制，发生的条件为一个物种的种群因为地理环境改变（例如造山运动）或社群本身发生改变（例如种群的迁出）而被隔离。隔离的种群会在基因型及／或表形上发生趋异，原因为：隔离的种群与原本的种群面临不同的选择压力，或各自发生遗传漂变，又或各自的基因池发生突变。
这样，一段时间以后，两个种群会进化出不同的特征。即使地理阻隔后来消失，两个种群之间会变得不能成功交配。这时，这两个拥有不同基因的群落便成为了不同的物种。地域隔离是物种形成的重要因素。达尔文在加拉帕戈斯雀观察到的辐射适应，是生活在不同岛屿的种群之间发生异域物种形成的结果。

## 隔离机制
当一个物种的种群之间出现基因隔离，异域物种形成便会发生。“异域分布”是生物地理学名词，指两个生物的活动范围完全分隔，它们不会同时在同一个地方出现。如果这些生物十分类似（即为姐妹种），那么它们很可能就是异域物种形成的产物。隔离可以通过地质活动或种群扩散发生。

### 地理隔离
地质活动隔离种群的途径包括山脉或峡谷的形成、冰川活动、陆桥的形成或消失和大型水体的沉降。从宏观的角度来看，板块构造是引致地理隔离的主要因素。
大约5万年前，美国西部死谷一带的气候多雨，因此形成了很多互相连接的淡水河流和湖泊。其后1万年气候逐渐变得干旱，河流和湖泊的面积减少，鱼类的种群因此发生地理隔离。现在仅存的分隔的泉里出现的鱼类物种基因都十分近似，但都发展出适应各自环境的特征。
地理阻隔物所能隔离种群的程度，取决于生物及其后代的流动性。例如峡谷可以有效阻隔小型哺乳类动物的迁移，但却不能阻隔飞鸟和靠风传播种子的植物。

### 种群扩散
种群扩散一词用来形容种群的迁移，迁移可能以范围扩张（离开父母的自然活动）或跳跃性扩散（越过阻隔物）的形式发生。如果迁出的种群部分的基因与原本种群的基因发生隔离，独立的基因突变、选择压力和遗传漂变就会出现，这样两个种群就会开始各自的进化路径。动物迁徙或意外的迁移（例如鸟类被风吹到另一个地方）都可能分隔种群，当两个种群没有基因流，物种形成就可能发生。

## 边缘种群的异域物种形成
當不同的種群的基因被隔離，遺傳的微小變異會一直不斷地積累，這會導致它們與母族群出現不少的差異，最終可能形成生殖隔離。
在母族群活動範圍邊緣活動的種群部分有較大的機會形成生殖隔離，這些邊緣種群在隔離後較有可能擁有與母族群不同的基因，創始種群代表母種群的基因池的機會較小。此外，被隔離的種群大多佔原來種群的少數，它們的基因池因此較易受到遺傳漂變的影響。它們也很可能處於與原來不同的環境，因此也會面臨不同的選擇壓力。邊緣種群的生存環境通常較差，範圍擴張多會受到規限，大部分受到這種隔離的種群都會死亡，只有少數能存活並成種。

## 生殖隔离的出现
外部环境改变不是生殖隔离出现的直接原因。生殖隔离的出现更多是随机的基因趋异的结果。恩斯特·麦尔在1942年给物种作出这样的定义：“物种种群的个体之间可以产生能成活的后代，但不能与其他物种的个体产生能成活的、可繁衍的后代。”这个定义强调了生殖隔离是物种形成的基础。异域物种形成的提出者麦尔的假想是，异域分布的种群发生适应变异，导致在杂种中发生负异位显性，它们的后代因此不能生育。
如果种群之间虽然有基因或表型的差异，但仍可生产后代，这样它们通常会分类为亚种。

## 例子

果蝇的异域物种形成

非洲象通常被视为同一物种，但因为形态和DNA都出现差异，有科学家把它们分为3个亚种。圣迭戈加利福尼亚大学的研究员认为，这些趋异的原因是地理隔离，非洲西部的象和非洲中部、东部和南部的旱原上的象，或非洲中部森林的象应视为不同物种。亚洲象的情况类似，现发现4个亚种。
另外也有其他一些形态相差很大的，在不同大陆生活的种群能够杂交，这些都分类为亚种。例如当绿头鸭引进新西兰后与当地的灰鸭成功杂交，两者原来分类为不同物种，对于现在应如何处理这个问题，争议很大。

## 脚注
1. ↑  Hoskin 2005，第1353頁
2. ↑  Lande 1980，第463頁
3. ↑  Campbell 2002，第469頁
4. ↑  Gavrilets 1998，第1483頁
5. ↑  Mayr 1970，第13頁
6. ↑  Fickel 2007